# Strahinići
Strahinići (cyr. Страхинићи) – wieś w Czarnogórze, w gminie Danilovgrad. W 2011 roku liczyła 53 mieszkańców.